# Glypheidae
Glypheidae is een familie van kreeftachtigen uit de klasse van de Malacostraca (hogere kreeftachtigen).

## Geslachten
- Glyphea Meyer, 1835 †
- Laurentaeglyphea Forest, 2006
- Neoglyphea Forest & Saint Laurent, 1975